# Бікон (сорт яблук)
Бікон (англ. Beacon; Malus domestica 'Beacon') — морозостійкий сорт яблук, виведений Університетом Міннесоти в 1936 році. Отриманий схрещенням сортів Wealthy та Malinda. Плоди середнього розміру із червоними боками. М'якоть соковита і м'яка з м'яким солодким смаком. Вживається у свіжому вигляді і використовується при готуванні.